# Bobrowice (powiat Krośnieński)
Bobrowice (Duits: Bobersberg) is een dorp in het Poolse woiwodschap Lubusz, in het district Krośnieński (Lubusz). De plaats maakt deel uit van de gemeente Bobrowice en telt 960 inwoners.

## Verkeer en vervoer
- Station Bobrowice